# Kineum
Kineum är ett höghus vid Drakegatan 6 i stadsdelen Gårda i Göteborg. Namnet Kineum bygger på grekiskans kineo – att sätta i rörelse. Bakom projektet står NCC som byggherre, Platzer som fastighetsansvarig och ESS Group som hotelloperatör och Reflex Arkitekter. 
Byggnaden färdigställdes 2022 och blev då under en tid ett av Nordens högsta hotell- och kontorshus. Kineum har 28 våningar och är 110 meter högt. 
I huset finns jämte kontorslokaler även hotell, restauranger, blomsterbutik, gym, takterrass och pool.
Hotellets namn är Jacy’z och det drivs av Jacy’z Hotel & Resort.  Hotellet har 233 rum och disponerar fjorton våningar. Det finns flera olika restauranger och barer och i en sidobyggnad en mötes- och eventlokal med takterrass och pool på taket.

## Husets gestaltning
Fasadkonceptet bygger på historien om vad Göteborg var och är. Kranarna i hamnen och strukturen på fiskarnas nät är båda element som starkt förknippas med staden. Nätet anknyter också till nätverken som de blandade aktiviteterna i Kineum möjliggör.
På entréplanet finnas en gemensam hotellobby och reception samt flera olika restauranger och konferensavdelningar, där delar även kommer att finnas i det äldre huset, Gårda Business Center, som Kineum ansluter till. Över de första tre våningarna med hotell-, konferens, och restaurangverksamhet ligger några kontorsplan och sedan nio våningsplan med hotell. Därpå följer fler kontorsplan. 
I toppen finns ytterligare en restaurang samt hotellets spa med pooler på plan 27 och plan 28. Varje våningsplan i höghusdelen är cirka 920 kvm stora och går att dela ner till drygt 200 kvm. En ytterligare detalj, som gör huset unikt, är valet av ett diamantformat glastak. Det utgör byggnadens femte fasad. Takets vinklar skapar en vertikalitet och som en vacker siluett. Huset är miljöcertifierat enligt BREEAM excellent.

## Fasaden
Huset består av drygt tusen fasadelement av glas och aluminium, vilka ger huset dess karaktäristiska uttryck. Det används omkring 100 våningshöga glastrianglar per våning. Elementen utgår från maxstorleken på jumbo size planglas (3,20 x 6,00 meter) som delas i sex trianglar för att minimera spillet. Glasen hålls på plats med ett unikt aluminiumprofilsystem, vilket är som djupast i själva kryssen och där sticker ut en halv meter. Kryssens tjocklek är noga uträknade och bidrar till att minska solvärmelaster. Detta skapar balans mellan de transparenta och täta fasaddelarna och bidrar till ett behagligt ljus vid arbetsplatserna och i hotellrummen.

## Bilder

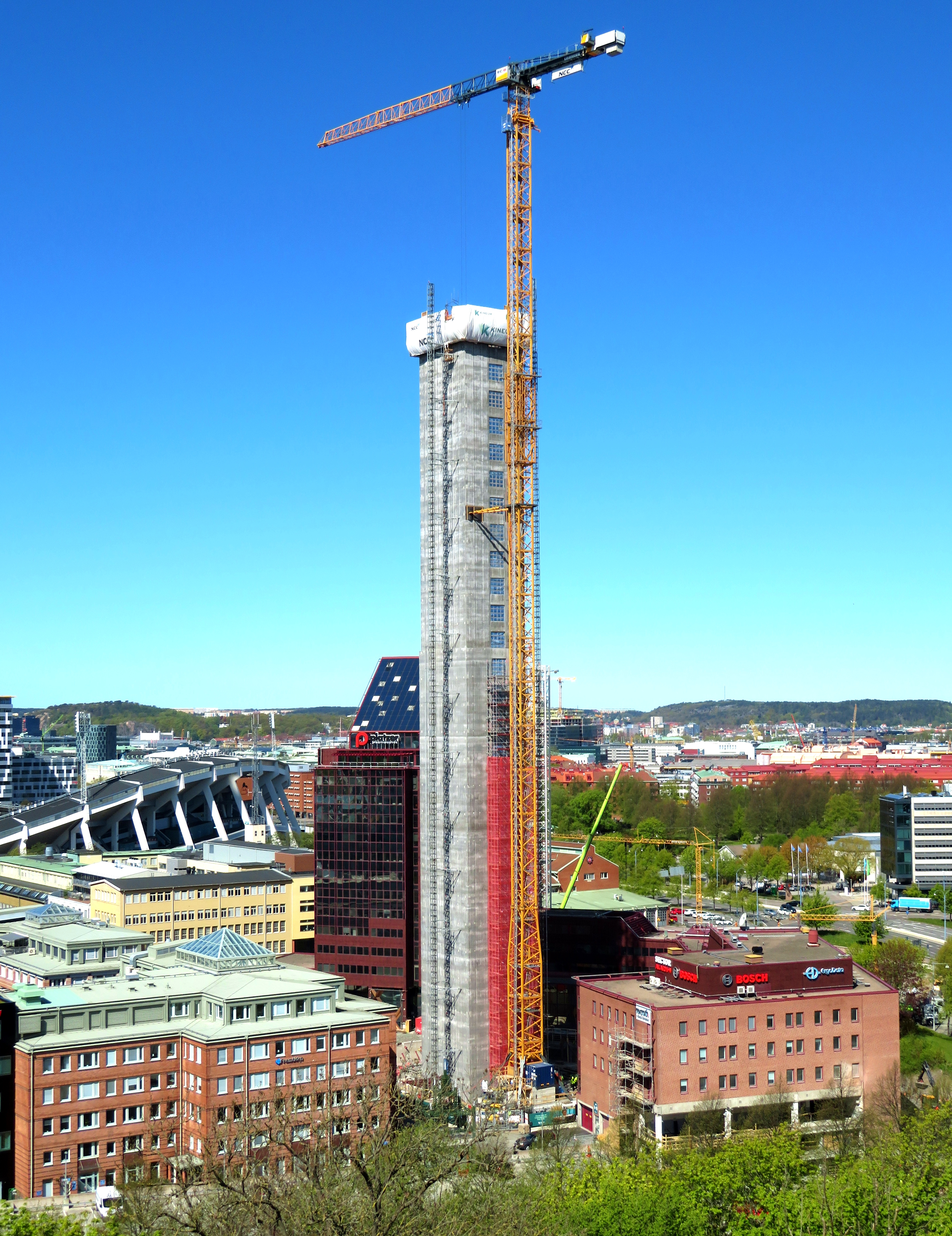
Kineums betongstomme, april 2020.
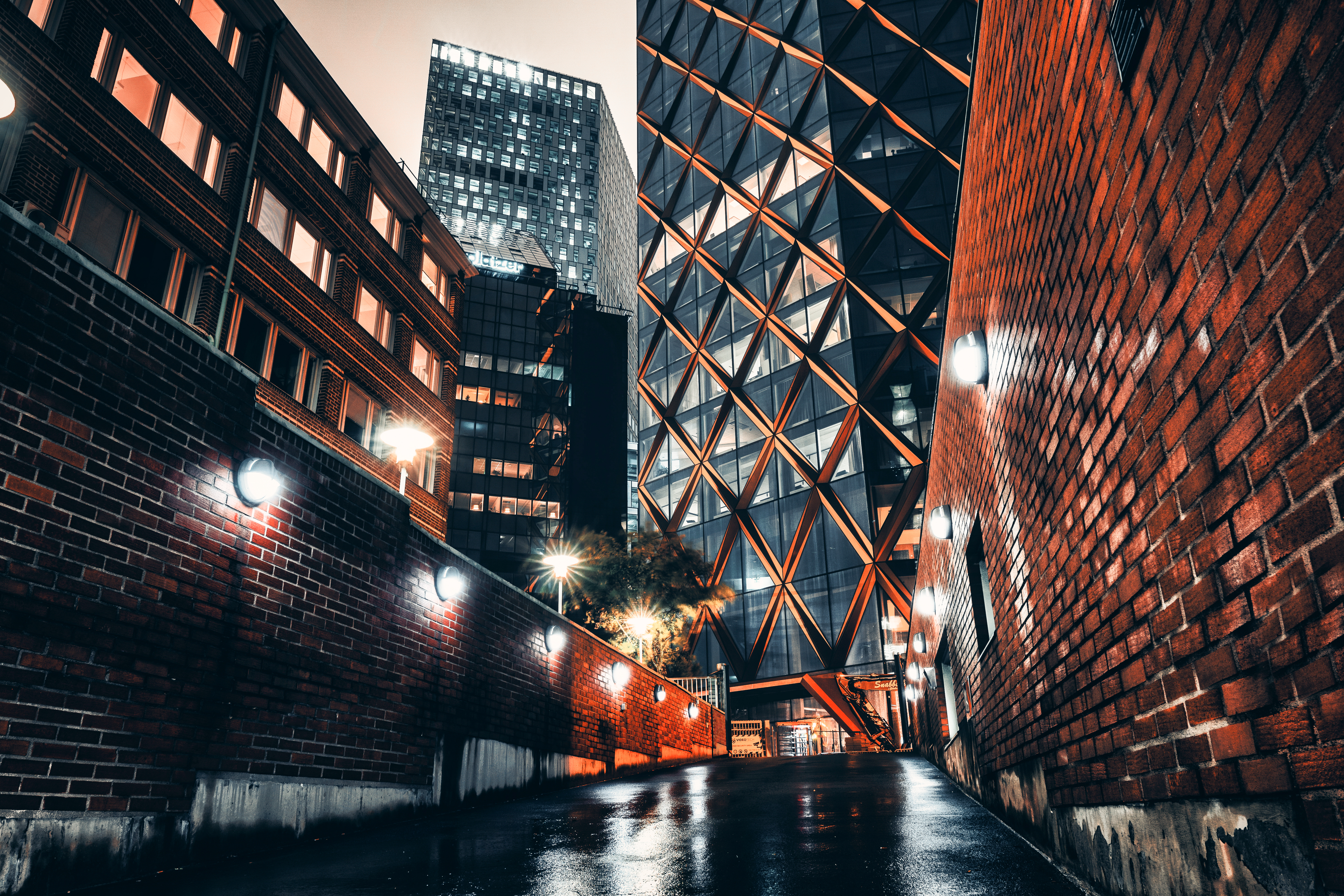
Kineum.
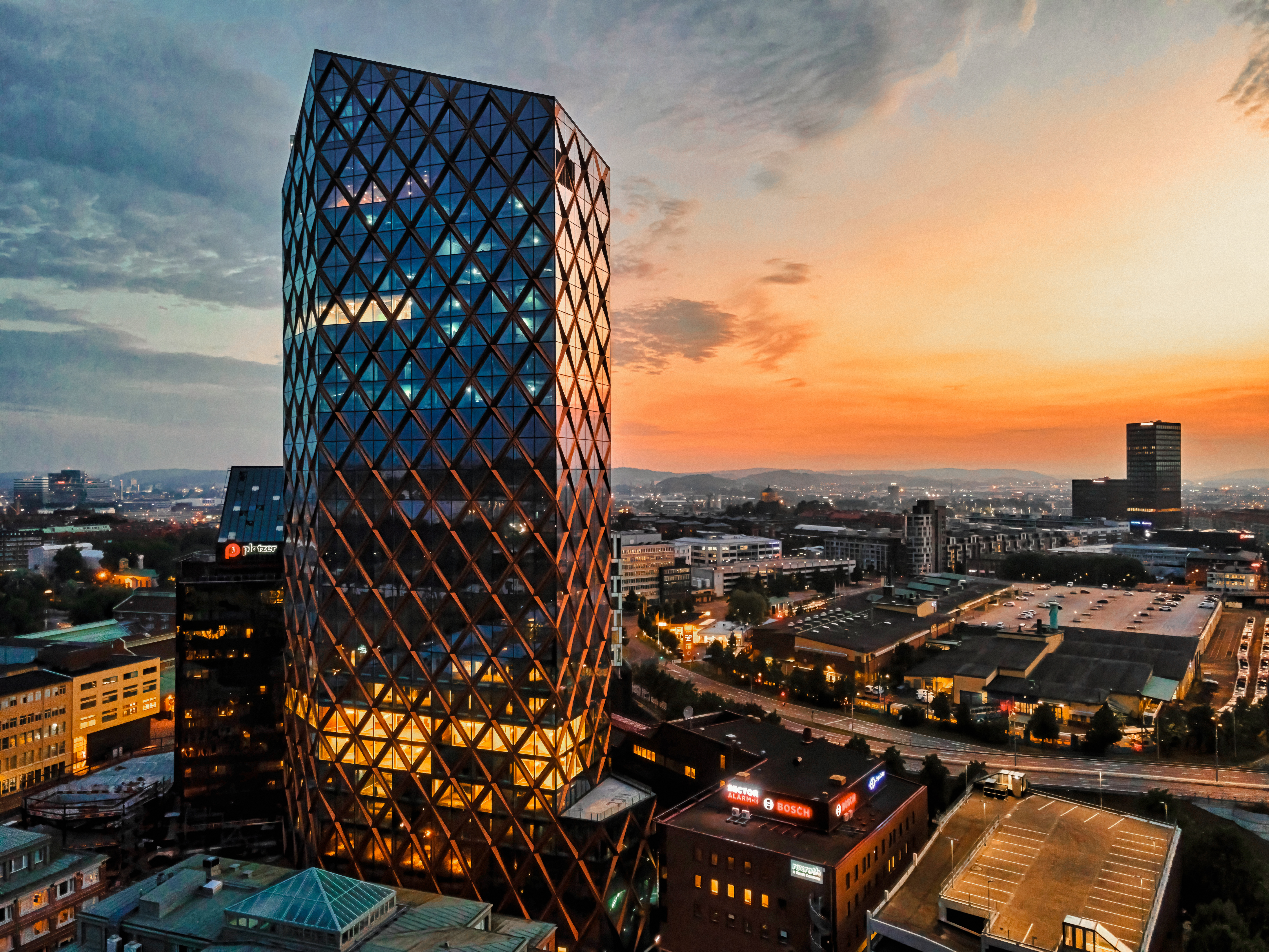
Kineum.
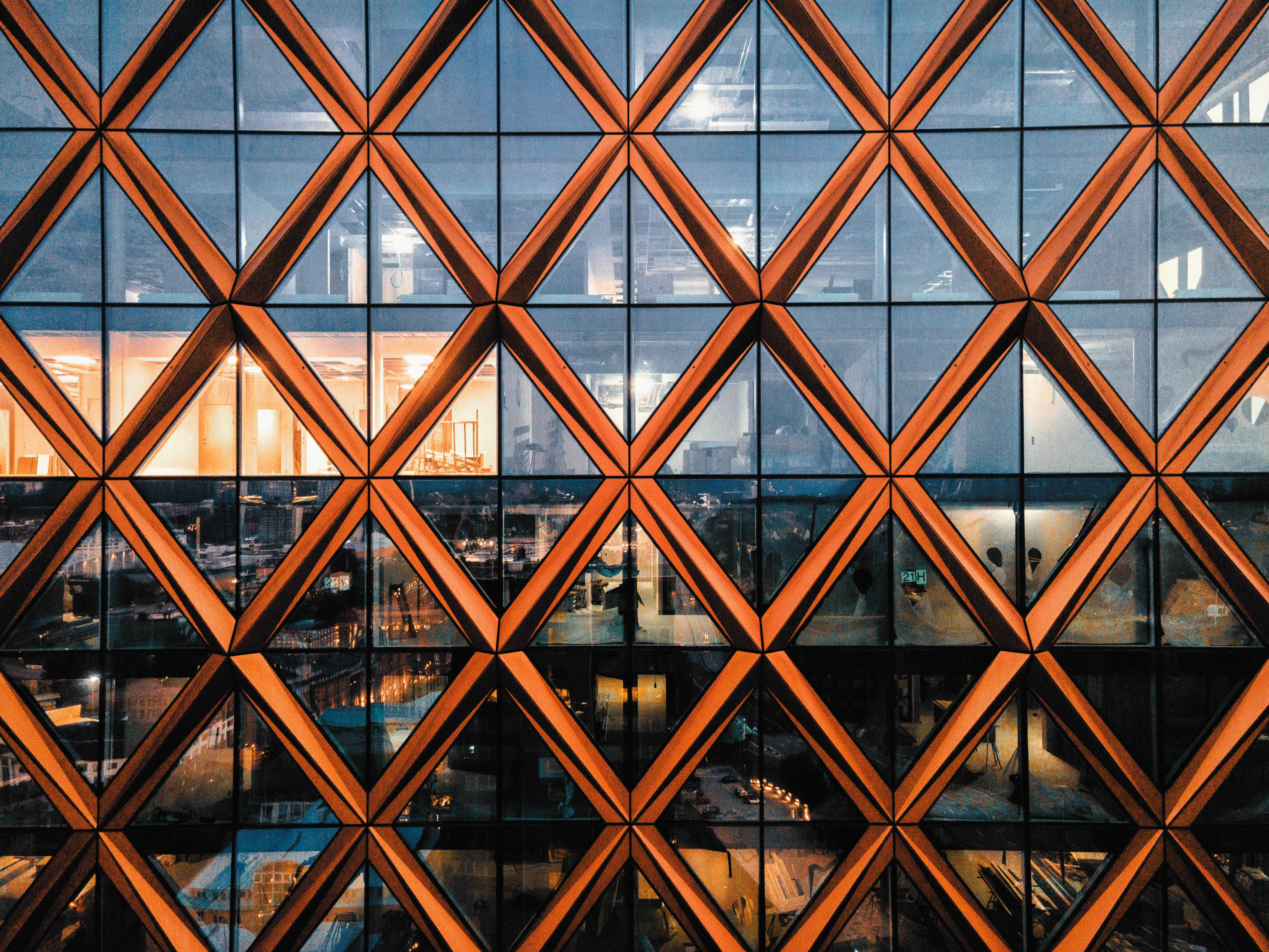
Kineum fasad.